# Tlatilco

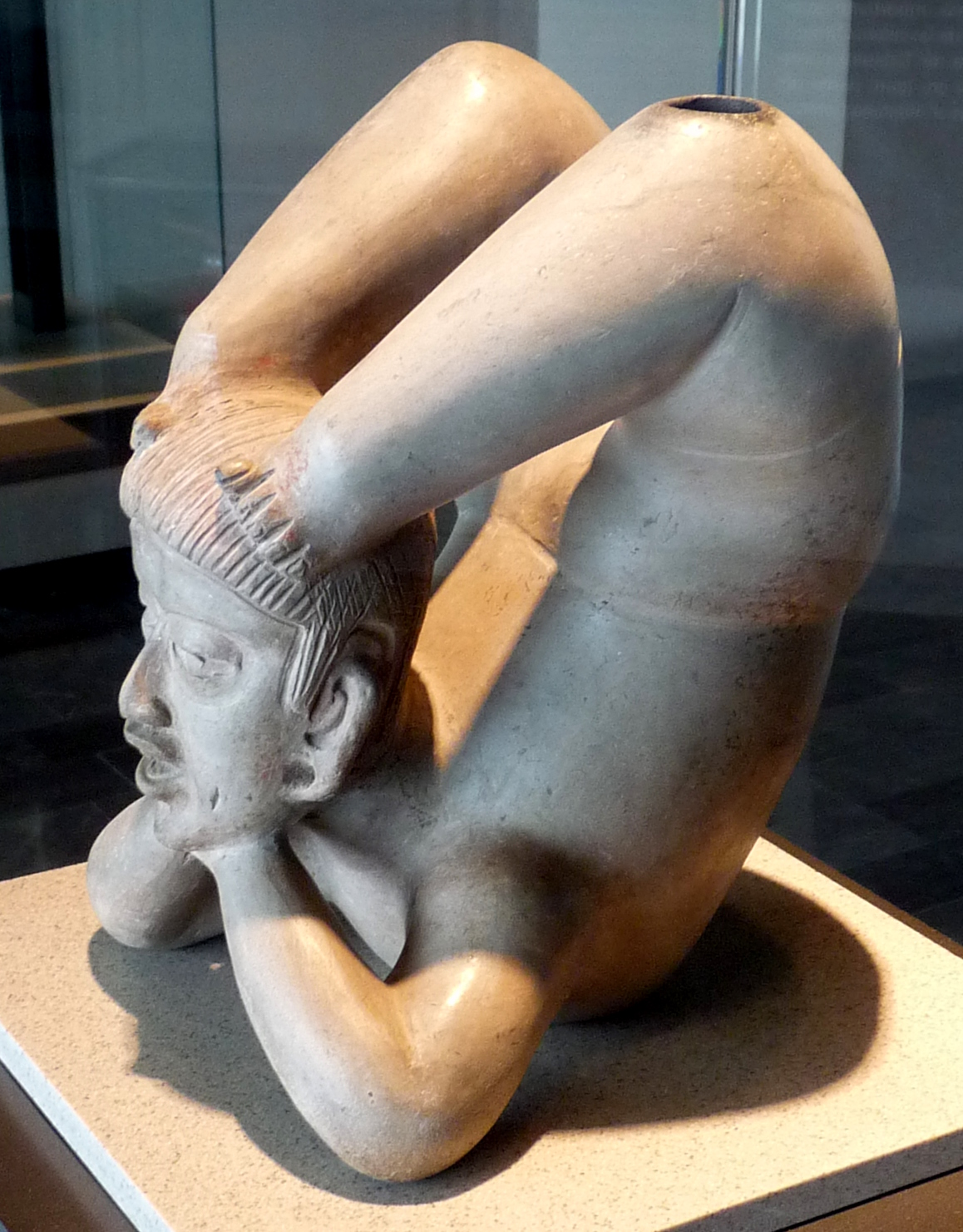
O Acrobata - arte cerâmica encontrada em Tlatilco (1300 a.C. - 800 a.C.).

Tlatilco (do nauátle, sítio das coisas escondidas) é um importante sítio arqueológico mesoamericano do período pré-clássico, situado na vizinhança da actual povoação com o mesmo nome, na margem ocidental do lago de Texcoco no vale do México (actualmente dentro dos limites do Distrito Federal). Cobrindo uma área de aproximadamente 65 hectares Tlatilco terá tido o seu apogeu entre 1500 a.C. e 500 a.C.. Deu o nome à cultura de Tlatilco (ou cultura tlatilca) que inclui também o sítio de Tlapacoya, nas margens do lago Chalco.
Tlatilco é notável pela sua olaria e cerâmica de grande qualidade e pelas suas figuras em cerâmica com aparentes influências olmecas, apesar de muitos dos artefactos terem um estilo próprio.

## Enterramentos
Escavado a partir de 1936 em condições verdadeiramente anárquicas, foram ali encontradas cerca de 340 sepulturas, incluindo oferendas funerárias sendo de lamentar a perda de muitas centenas de outras, destruídas pelos trabalhadores durante as escavações. Os enterramentos eram aparentemente efectuados sob as habitações, apesar de não restarem quaisquer vestígios destas, bem como em várias lixeiras. Muitos dos enterramentos, sobretudo de indivíduos de estatuto elevado, mostram evidências de mutilação dentária bem como de deformação craniana ritual.

## Arte
As figuras de cerâmica encontradas neste local são extremamente características: representam jovens moças nuas ou vestidas com uma saia, mas também indivíduos do sexo masculino. É interessante notar que algumas delas apresentam uma protecção nas mãos e joelhos, o que poderia indiciar a existência de um jogo de bola em Tlatilco, apesar de não ter sido encontrado qualquer campo de jogo. A presença de artefactos olmecas em Tlatilco alimenta o debate sempre aceso sobre a difusão desta última civilização no México central.
Muitas das figuras de cerâmica de Tlatilco exibem deformidades ou outras anomalias incluindo uma máscara com uma metade do rosto esquelética e a outra com carne e osso, caraterísticas das concepções dualistas das religiões pré-colombianas da Mesoamérica e figuras femininas bicéfalas. Estas últimas levam alguns investigadores a colocar a hipótese de que Tlatilco seria um local onde ocorriam muitos nascimentos gémeos siameses.

## Economia e sociedade
A agricultura tlatilca estava centrada no milho, mas incluía também feijão, amaranto e abóbora. A alimentação era complementada com vários animais de caça: aves, coelhos e veados entre outros.
A cultura tlatilca mostra um aumento marcado da especialização relativamente a culturas anteriores, incluindo profissões especializadas, estrutura social estratificada e padrões de povoamento mais complexos.
O comércio de longa distância era outra característica da cultura tlatilca, e pode explicar a influência olmeca encontrada nas figuras de cerâmica, bem como a descoberta de olaria de estilo tlatilca próximo de Cuautla, Morelos, 150 km para sul de Tlatilco. 
Por volta de 700 a.C., Cuicuilco havia-se tornado a maior e mais dinâmica cidade do vale do México, eclipsando Tlatilco e Tlapacoya.